# Алейников, Моисей Никифорович
Моисе́й Ники́форович Але́йников (1885, Манино, Задонский уезд, Воронежская губерния  — 1964, Москва) — советский кинематографист, сооснователь московского киноателье «Русь», популяризатор кино, детский писатель.

## Биография
Родился 16 ноября 1885 года в селе Манино Воронежской губернии (ныне — Хлевенский район в Липецкой области). В 1914 году окончил Императорское Московское техническое училище, к этому времени уже имея значительный опыт в области кинематографии (с 1907 года он работал секретарём в журнале «Сине-фоно», а впоследствии также редактировал журнал «Проэктор»).
В 1915 году на паях с Трофимовым основал в Москве Торговый дом «Русь», который занимался производством русских кинофильмов. После революции продолжал руководить киностудией, которая в 1923 году была преобразована в кооперативную компанию «Межрабпом-Русь».
С 1926 года работал в кинокомпании «Совкино». В 1930 году был арестован, и, оставаясь под арестом, привлечён к организации «Мосфильма». В 1936—1944 годах — редактор киностудии «Мосфильм».
С 1945 года занимался литературной работой.
Моисей Алейников написал несколько популяризаторских работ, посвящённых кинематографу, в том числе серию «Разумный кинематограф» (выпуски 1 и 2, 1912—1914), «Практическое руководство по кинематографии» (совместно с И. Ермольевым, 1916), «Пути советского кино и МХАТ» (1947), «Яков Протазанов» (1961).
Умер в Москве 30 апреля 1964 года. Похоронен на Новодевичьем кладбище в Москве.

## Семья
Жена — Лия Александровна (Хононовна) Алейникова (урождённая Оцеп, 1887—1948), сестра актёра Фёдора Оцепа, адвоката Матвея Александровича (Мордуха Хононовича) Оцепа (1884—1958), который был защитником на крупных политических процессах 1910—1930-х годов, и кандидата технических наук, доцента Семёна Александровича Оцепа (1886—1957), который в годы НЭПа был владельцем фабрики «Свет» в Лебяжьем переулке в Москве. Семён Оцеп был женат на сестре Моисея Алейникова — Екатерине Никифоровне Агранович (1886—1939).
В 1914 году Моисей Никифорович Алейников и Лилия Хононовна Алейникова-Оцеп жили в Доброслободском переулке, дом № 3.